# Bataille de Vernix
Guerre des Gaules
Batailles
- Magetobriga (60)
- Arar (58)
- Cavillonum (58)
- Bibracte (58)
- Ochsenfeld (58)
- L'Aisne (57)
- Le Sabis (57)
- Octodure (57)
- Morbihan (navale) (56)
- Vernix (56)
- Expéditions en Bretagne (55 et 54)
- Aduatuca (54)
- Avaricum (52)
- Gergovie (52)
- Lutèce (52)
- Alésia (52)
- Uxellodunum (51)

La bataille de Vernix se déroule pendant la guerre des Gaules en 56 av. J.-C..

## La bataille

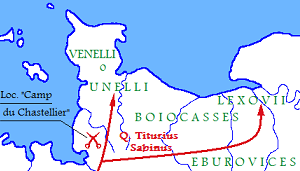
Campagne de Titurius Sabinus contre les Unelles (Détail de la carte de la Gaule en 56 av. J.-C.).

En –56, au moment de la guerre des Vénètes opposant Rome à la confédérations armoricaine, César envoie le légat Quintus Titurius Sabinus sur le territoire insurgé des Unelles menés par Viridorix. Peu de jours après l'arrivée des Romains, les Aulerques Éburovices et les Lexoviens massacrent leurs Sénateurs opposés à la guerre et se joignent aux Unelles, ainsi que des mercenaires ou volontaires venus de divers endroits de la Gaule.
Sabinus édifie un camp retranché où il est bientôt rejoint par les forces de Viridorix. L'emplacement exact de ce camp n'est pas connu, il se situerait soit entre Vernix et Tirepied, soit au bois du Châtellier, au Petit-Celland, ou peut-être même à Vire,. 
Sabinus refuse d'abord de livrer le combat et reste retranché dans son camp. Cherchant à faire croire qu'il est terré par la peur, le légat charge un de ses auxiliaires gaulois de se porter au camp des Armoricains et de se faire passer pour un déserteur afin de dépeindre la situation des Romains comme désespérée. L'auxiliaire se présente devant le commandant gaulois et lui fait croire que Sabinus a l'intention d'évacuer le camp en secret pendant la nuit afin de rejoindre César. Pressé par ses hommes, Viridorix accepte de précipiter l'attaque. Les Gaulois amassent des fascines et des branchages pour combler les fossés et se préparent à l'attaque.
Espérant prendre le camp par surprise, les troupes celtes montent en courant la colline où est situé le camp romain. Après avoir harangué ses hommes, Sabinus fait effectuer une sortie par deux portes du camp. Surpris et épuisés par leur course, les Gaulois sont repoussés et mis en fuite dès le premier choc. Les cavaliers achèvent de massacrer les fuyards.
Peu après la nouvelle de la victoire romaine lors de la bataille navale contre les Vénètes arrive dans le pays. Les Unelles, les Aulerques Éburovices et les Lexoviens font leur soumission.